# 比納 (明尼蘇達州)
比納（英語：Bena，/ˈbiːnə/ BEE-nə）是一個位於美國明尼蘇達州卡斯縣的城市。

## 人口
根據2020年美國人口普查的數據，比納的面積為1.32平方千米，當中陸地面積為1.31平方千米，而水域面積為0.01平方千米。當地共有人口143人，而人口密度為每平方千米108人。